# Baetis tripunctatus
Baetis tripunctatus is een haft uit de familie Baetidae. De wetenschappelijke naam van de soort is voor het eerst geldig gepubliceerd in 1994 door Gillies.
De soort komt voor in het Afrotropisch gebied.